# Монахиня (фільм)
«Монахиня» (англ. The Nun) — американський готичний фільм жахів режисера Коріна Гарді, спіноф фільму «Закляття 2».

## Сюжет
1952 рік, Румунія, абатство Сент-Карта. Дві монахині, що прямують за давньою реліквією, піддаються нападу невидимої сили. Поранена монахиня простягає ключ іншій з проханням завершити розпочате, після чого її тіло затягує в двері, де Бога немає. Вціліла сестра Вікторія тікає від злісної суті, яка незабаром постає в образі демонічної монахині. Злякавшись, Вікторія вішається. Її тіло було виявлено французьким жителем села, що доставляє продукти в монастир кілька разів на місяць.
Коли подробиці інциденту доходять до Ватикану, священика Ентоні Берка і молоду послушницю Айрін відправляють в абатство, щоб розслідувати те, що сталося.
Пара прибуває в Румунію, де зустрічаються з Френчі — тим самим постачальник, що виявив тіло — і просять його про допомогу. Француз показує парі тіло загиблої в морозильній будиночку, одна з дверей якого веде прямо в монастир, помітивши, що положення трупа змінилося: коли той зняв її з петлі і заніс в сховище, поклав її, а тепер Вікторія перебувала в сидячому положенні. Священик вилучив з рук трупа ключ, що та тримала, здійснюючи суїцид. Зайшовши в монастир, вони натикаються на настоятельку, яка повідомляє їх, що монахині приймають обітницю мовчання від заходу до світанку, і що їм краще переночувати в прикріпленому монастирі, якщо вони хочуть повернутися на наступний день. По дорозі в село Френчі був атакований демоном, який створив бачення суїциду Вікторії, але встиг втекти.
Під час вечері Берк розповідає Айрін про інцидент, що стався кілька років тому: він проводив обряд екзорцизму, який закінчився смертю жертви демона — маленького хлопчика Даніеля. Потім Айрін ділиться своєю таємницею: в дитинстві у неї були бачення, які змусили проявити інтерес до неї з боку церкви. Посеред ночі Берк прокидається від звуків включився радіо, але потім бачить привид Даніеля, який заманює його на кладовищі, після чого хоронить заживо. У цей час прокидається Айрін і, виявивши зникнення Берка, направляється до каплиці, де стикається з демоном, відобразити в дзеркалі в образі монахині, після чого той розлітається на осколки. Потім послушниця відправляється на кладовище, де на неї нахлинуло бачення, завдяки якому та врятувала священика.
На наступний день пара повернулася в монастир, але всередину йде тільки Айрін, оскільки абатство закрито для чоловіків. Вона зустрічається з іншими монахинями, від яких дізнається, що ті моляться по змінах, щоб утримати зло всередині. Сестра Оана розповідає історію монастиря: він був побудований герцогом, який був одержимий окультизмом. Герцог викликав демонічну сутність через розкол в катакомбах, але був убитий християнськими лицарями, які запечатали розкол артефактом, що містить кров Ісуса Христа. Вибухи під час другої світової війни змусили розкол знову відкритися, звільнивши сутність. Берк дізнається з книг, знайдених в труні, в якому його поховали, що ім'я демона — Валак. Через деякий час він веде діалог з настоятелькою, але потім виявляє, що вона була мертва весь час, і що всі діалоги — маніпуляції Валака. Айрін заводять в кімнату загиблої сестри Вікторії і замикають. Берк піддається нападу примари Даніеля, але потім розуміє, що це ще одна витівка демона. Френчі прибуває в абатство і допомагає священику. Прокинувшись вночі, Айрін бачить привид Вікторії, після чого відмикається двері, звільняючи послушницю. Блукаючи по коридорах, сестра була атакована демоном, який намагався поцупити її туди, де Бога немає, але у неї вдається вирватися з лап демона завдяки сестрі Оані.
Через деякий час Айрін приєднується до монахинь в каплиці в молитві за утримання зла всередині монастиря. Під час молитви монахинь розкидає в різні боки, однак, Айрін залишається на місці, продовжуючи молитися. Демон вирізає на спині дівчини пентаграму. В каплицю вривається Берк і Френчі, яких зустрічає Айрін, повідомляючи про те, що всі моляться за порятунок, але потім трійця виявляє, що крім Айрін нікого в каплиці немає і весь цей час вона молилася одна. Айрін усвідомлює, що Вікторія була останньою монахинею в цьому монастирі і пожертвувала собою, щоб чорт не заволодів тілом і не вирвався на свободу, і що всі ті дні, що вони перебували в монастирі, живими були тільки вони самі, все інше — видіння, створені Валаком.
Тріо теоретизує, що демона можна зупинити, тільки запечатав розкол кров'ю Христа, що міститься в реліквії. Айрін повідомляє Берку, що вже готова прийняти урочисті обітниці і просить Берка підняти її до статусу сповідувані монахині, що він робить в каплиці абатства.
Після цього трійця відчиняє двері, за якими Бога немає. Однак перед цим за допомогою ключа, збереженого сестрою Вікторією, вони відчиняють секретні двері  і витягають реліквію з кров'ю Ісуса Христа. Трійця розходиться: на Айрін нападає безлика монахиня, їй вдається втекти, але демон заманює її в центр пентаграми, після чого вона стає одрежимою Валаком. Берк натикається на зграю безликих богопосвячених осіб, а захищається шляхом розпалювання хреста перед їх дорогою до нього. Френчі знаходить Айрін, але Валак нападає на нього. Хлопець розмазує кров Христа по обличчю Айрін і демон виходить з тіла дівчини, а потім відкидає її в затоплену камеру, де нападає на неї, намагаючись втопити. Берк був знову атакований привидом Даніеля, і цього разу поранений. Айрін вдається проковтнути хрест, який перебуває в реліквії. Коли демон думає, що вбив дівчину, вона випльовує кров Христа йому в обличчя, після чого той відправляється в пекло, тим самим запечатуючи розкол, який був відкритий до цього.
Знесилена Айрін непритомніє, Френчі робить їй штучне дихання і та приходить до тями. Дівчина запитує Френчі, як його звуть насправді, на що той відповідає, що його звуть Моріс, після чого Айрін дякує йому. Коли вони залишають територію монастиря, з'ясовується, що Валак залишив частинку в Морісі, про що свідчить перевернутий хрест на його потилиці.
Двадцять років по тому, на університетському семінарі, Керолін Перон спостерігає за тим, як Ед і Лоррейн Воррен представляють відеоролик, в якому намагаються вигнати демона з одержимого Моріса. На тілі чоловіка починають проявлятися перевернуті хрести, потім Моріс хватає Лоррейн за руку і їй передаються бачення смерті чоловіка, про які йтиметься у фільмі «Закляття 2».

## У ролях
- Таїсса Фарміґа — сестра Айрін
- Деміан Бічір — отець Берк
- Йонас Блоке — Френчі
- Бонні Ааронс — монахиня / демон Валак
- Шарлотта Хоуп — сестра Вікторія
- Інгрід Бісу — сестра Оана
- Джонатан Койн — Грегорі
- Мануела Чукюр — сестра Крістіан
- Джаред Морган — Маркіз

## Український Дубляж
- Студія: Постмодерн[2]
- Перекладач: Олег Пашин
- Режисерка дублювання: Катерина Брайковська
- Звукорежисер: Юрій Антонов

Ролі дублювали: Матвій Ніколаєв, Марина Локтіонова, Андрій Соболєв, Антоніна Якушева, Оксана Гринько, Ірина Дорошенко,

## Виробництво

### Розвиток
15 червня 2016 року  Warner Bros. Pictures і New Line Cinema анонсували спін-оф фільму «Закляття 2» під назвою «Монахиня».

### Кастинг
5 квітня 2017 року відбувся перший кастинг, де Деміан Бішір став першим актором у фільмі, як священик, який розслідує загадкове самогубство монахині. Незабаром Таїсса Фарміґа приєдналася до головної ролі. Потім Бонні Ааронс було встановлено на головну роль, щоб повторити її появу як «Монахині». Пізніше приєдналися Шарлотта Хоуп, Йонас Блоке, Інгрід Бісу та інші.

### Зйомки
Основні зйомки фільму почалися 3 травня 2017 року в Бухаресті, Румунія з Максимо Александром на місці оператора. Сцени було знято в будівлі Палацу Парламенту в червні, за плату в розмірі € 5000 на годину. Зйомки також відбувалися в замку Корвінів у Хунедоарі та Сігішоарі, Трансільванія. Режисер фільму Корін Харді, оголосив на своїх сторінках у соціальних мережах про закінчення зйомок і початок періоду монтажу 23 червня 2017 року, після 38 днів зйомок. «Монахиню» планують випустити в кінотеатрах США 13 липня 2018 року.

## Факти
- Після першої появи антагоніста «Монахині» зі «Закляття 2» публіці дуже сподобався цей персонаж, що викликало величезну популярність. Творці вирішили зробити на неї спін-оф.[15]. Зʼявився другий монстр-персонаж франшизи, після «Анабель».
- В Анабель: Створення Валак зʼявляється в другій сцені після фінальних титрів.
- Також є ще одна згадка «Монахині» в «Анабель: Створення», коли сестра Шарлотт показує лялькареві фотографію своїх сестер, де вони стоять разом, то вона не розуміє й не знає, хто ще стояв поруч з ними в той момент (справа на світлині в темряві — Валак).
- Це — третя поява Валака після «Закляття 2» й «Анабель: Створення».
- Це — другий спін-оф у серії «Закляття»[16].
- Сценарист Девід Леслі Джонсон був замінений Гарі Доберманом і Джеймсом Ваном[17].
- Таїсса Фарміґа, яка грає сестру Айрін, — це молодша сестра Віри Фарміґи, яка грає Лоррейн Воррен у фільмах «Закляття». Демон у вигляді Монахині вперше зʼявився в «Заклятті 2». Там грала її старша сестра Віра Фарміґа.
- Фільм було повністю знято в Румунії.

## Продовження
12 серпня 2017 року Джеймсові Вану поставили запитання щодо продовження й сюжету «Монахиня II», на що він відповів: «Якщо „Монахиня“ добре „прокатається“, то це може призвести до роботи над другою частиною».